# C'è sempre un motivo (Natale Galletta)
C'è sempre un motivo è il trentaseiesimo album del cantante Natale Galletta, pubblicato il 14 marzo 2018, distribuito dalla Zeus Record.

## Tracce
1. A Canzona e L'Amante Nnammurate
2. Và
3. Me piace 'e stà cu' tte
4. Si' 'a mia
5. Voglia 'e t'astregnere
6. L'ammore è verità
7. 'A cchiù bella de' femmene
8. Sultanto 'nu cafè
9. Quanno ce vedimmo
10. Si me parlano 'e te
11. Vedimmece dimane